# Букша, Ксения Сергеевна
Ксе́ния Серге́евна Бу́кша (род. 6 апреля 1983, Ленинград) — российская писательница, поэтесса, журналистка. Одну книгу опубликовала также под псевдонимом Кшиштоф Бакуш.

## Биография
Ксения Букша родилась 6 апреля 1983 года в Ленинграде.
Окончила Аничков лицей и музыкальную школу в Санкт-Петербурге, затем отделение «Экономика предприятия» экономического факультета Санкт-Петербургского государственного университета (2000—2005). С первого курса университета работала в журнале «Эксперт Северо-Запад» и инвестиционной компании АВК. Работала копирайтером в рекламных агентствах, редактором и переводчиком. Была заместителем редактора журнала «Рекламные идеи».
Начала писать с четырнадцати лет. В восемнадцатилетнем возрасте в 2001 году окончила первый роман, который был опубликован в «Геликон Плюс».
По состоянию на 2013 год жила в Санкт-Петербурге. У Ксении Букша четверо детей.
С 2022 г. проживает в Черногории.

### Литературные премии
- 2014 — премия «Национальный бестселлер» (за «Завод „Свобода“»)[4]